# Памяти Стреляевой
Памяти Стреляевой — среднеранний, столовый сорт винограда.

## Происхождение
Выведен селекционерами М. Г. Абдеевой, Н. В. Майстренко, и Л. Н. Стреляевой в Башкирском НИИ сельского хозяйства на основе Мадлен Анжевин, Жемчуг Саба,  Шасла белая,  Маленгр ранний. Назван в честь селекционера Стреляевой Л.Н.. Включен в Государственный реестр селекционных достижений по 1—12 регионам.

## Характеристика сорта
Сорт 'Памяти Стреляевой' среднеранний, столового направления использования. 
Молодые побеги сильно опушённые, имеют закрытые верхушки без антоциана в окраске. Однолетние побеги после вызревания становятся гладкими, желтовато-коричневыми. Побеги обладают средней силой роста. Молодые листья сверху зелёные, со средней густоты опушением войлочного типа. Сформировавшаяся листва приобретает округлую форму с 3-ми лопастями. Средней длины зубцы имеют выпуклые стороны. Снизу лист покрыт средней густоты войлочным опушением.
Цветки обоеполые, грозди крупные и плотные, средней массой 240 г. Округлые ягоды весом 2,1 - 2,4 г. с сочной мякотью, покрытые светло-зеленой кожицей, легко отделяются от плодоножек.
Состав ягод: сахар 10.7%, кислоты 1.04%, витамин С 8,1 мг/%. 
Дегустационная оценка свежего винограда 8,3 балла.
Урожайность – 120 ц/га. Сорт устойчив к низким температурам, болезнями и вредителями не поражается.